# Прудянка (колійний пост)
Прудянка — колійний пост Шевченківської дирекції Одеської залізниці.
Розташований у східній частині села Іскрене Шполянського району Черкаської області між станціями Шпола (10 км) та Іскрене (4 км).
Знаходиться у місці відгалуження гілки на Прудянський гранітний кар'єр.
Дата відкриття колійного посту наразі не встановлена. Відомо лише, що це відбулося не пізніше 1948 року.
Зупиняються приміські дизель-поїзди сполученням Черкаси-Умань.